# Dysstroma hersiliata
Dysstroma hersiliata är en fjärilsart som beskrevs av Achille Guenée 1858. Dysstroma hersiliata ingår i släktet Dysstroma och familjen mätare. Inga underarter finns listade i Catalogue of Life.